# Martín Rodríguez Muñoz
Martín Rodríguez Muñoz (Cumbres Mayores, 14 de setembre de 1955 - Figueres, 3 de gener de 2020) va ser un músic català d'origen espanyol, que va tocar la bateria a Sangtraït, Barbablanca, Los Guardians del Pont i Rockson.
Va arribar amb 14 anys a Figueres i va exercir com a pastisser al carrer Nou de la capital empordanesa. Va formar part de Sangtraït després de la marxa de Víctor Rodríguez a la mili, dient que quan tornés volia passar a tocar a orquestres per guanyar diners. La seva única condició va ser fer cançons pròpies a canvi de tocar exclusivament amb la banda fundada el 1982. Va patir una lipotímia durant un concert al Mercat de la Música Viva de Vic el 15 de setembre del 2000, però es recuperà. Després de la dissolució de Sangtraït el 2001 va impulsar el projecte Barbablanca amb Josep Maria Corominas, també ex-Sangtraït, i després va passar a formar part de Los Guardians del Pont, al costat de l'excantant de Sangtraït Quim Mandado. Morí el 3 de gener de 2020 a la ciutat empordanesa de Figueres, als 64 anys, després de partir un infart miocardíac.

## Discografia
La seva discografia essencial, ordenada per grups, està formada per:

### Amb Rockson
- Heavy Metal (Contact, 1983)
- Herederos del rock (Picap, 1984)
- AM/FM (Picap, 2003)

### Amb Sangtraït
- Els senyors de les pedres (Picap, 1988)
- Terra de vents (Picap, 1990)
- L'últim segell (Picap, 1991)
- Al Palau Sant Jordi (Picap,1992)
- Contes i llegendes (Picap, 1993)
- Eclipsi (Picap, 1995)
- Noctàmbulus (Picap, 1997)
- L'altre cantó del mirall (Picap, 1999)
- L'últim concert (Picap, 2002)

### Amb Los Guardians del Pont
- Rockferatu (Picap, 2010)
- Sancta Sanctorum (Picap, 2013)
- Camí d'Hiperbòria (SBD, 2017)

### Amb Barbablanca
- Un tro a la nit (Picap, 2017)